# Шестерня (Новгородская область)
Шестерня — деревня в Хвойнинском муниципальном округе Новгородской области.

## География
Находится в северо-восточной части Новгородской области на расстоянии приблизительно 22 км на восток-юго-восток по прямой от районного центра Хвойная неподалёку от железнодорожной платформы 256 км.

## История
Была отмечена ещё на карте 1840 года. В 1910 году здесь (деревня Боровичского уезда Новгородской губернии) было учтено 12 дворов. До 2020 года входила в Дворищинское сельское поселение, в начале 2020 года некоторое время входила в Кабожское сельское поселение до его упразднения.

## Население
Численность населения: 109 человек (1910 год), 12 (русские 92 %) в 2002 году, 4 в 2010.